# 格奧爾基·弗倫斯努
格奧爾基·弗倫斯努（羅馬尼亞語：Gheorghe Vrănceanu，1900年6月30日—1979年4月27日）是一名羅馬尼亞數學家，最著名的是他在微分幾何和拓撲方面的工作。

## 外部連結
- 約翰·J·奧康納; 埃德蒙·F·羅伯遜, ,  （英语）
- 格奧爾基·弗倫斯努在數學譜系計畫的資料。
- Gheorghe Vranceanu | MATEpristem （页面存档备份，存于）